# El milagro de Nuestra Señora de Fátima
El milagro de Nuestra Señora de Fátima (The Miracle of Our Lady of Fatima en inglés) es una película de Warner Bros estrenada en 1952. Se promovió como un tratamiento basado en hechos de los acontecimientos que rodearon las apariciones de la Virgen de Fátima en Portugal, en 1917.
Está protagonizada por Susan Whitney como Lucía dos Santos, Sherry Jackson como Jacinta Marto y Sammy Ogg como Francisco Marto, con Gilbert Roland en el papel de Hugo, un personaje de ficción, amigo de los tres niños, amable y agnóstico, que redescubrió su fe en Dios a través del Milagro del Sol. La partitura musical de Max Steiner recibió una nominación a los Óscar. Fue lanzada en DVD el 4 de abril de 2006.

## Trama
Es 1917, Portugal está sintiendo los efectos de una tormenta de sentimientos antirreligiosos y el derrocamiento violento de la monarquía y del gobierno en la revolución del 5 de octubre de 1910. Las iglesias de Lisboa y el resto de Portugal están tapiadas. Muchos sacerdotes, monjas, monjes y frailes se muestran con huellas digitales, fotografiados y registrados como posibles delincuentes antes de ser encarcelados. El pueblo rural de Fátima es lo suficientemente pequeño como para haber escapado de gran parte de esta persecución; su iglesia permanece abierta, y la mayoría de las personas son razonablemente devotas.
Mirando el rebaño y jugando en un campo fuera del pueblo el 13 de mayo, Lucía dos Santos y sus primos Jacinta y Francisco Marto rezan su versión del Rosario gritando “¡Ave María!”, pero sin terminar la oración. En medio de esta actividad escuchan un trueno y ven un relámpago desde la distancia. Pensando que está a punto de llover, los niños recogen sus ovejas y se dirigen a sus casas. Otro destello de un rayo hace que corran directamente hacia una “nube de luz” inusual que rodea un pequeño árbol en el que aparece una misteriosa señora. Hablándoles lenta y suavemente, la Señora les pide que regresen el día 13 de cada mes hasta octubre, cuando les dirá quién es y lo que quiere de ellos. Ella les ruega que recen el Rosario por la paz mundial y el final de la guerra; acto seguido, desaparece en el cielo. Más tarde, se encuentran con su amigo Hugo, al que le cuentan la visión que han tenido; éste les aconseja que es mejor no revelar la visión a nadie más, pero, por supuesto, al volver a casa, Jacinta divulga inmediatamente la aparición.
Los padres de Jacinta y Francisco creen rápidamente la historia, pero la madre de Lucía reacciona disgustada y somete a su hija a malos tratos físicos y emocionales. Le prohíbe a Lucía regresar a la Cova da Iria, pero Lucía lo hace igualmente en la aparición del próximo mes (13 de junio). La Señora le dice que sus primos morirán e irán pronto al cielo, pero que ella debe permanecer un tiempo más en la Tierra; antes de desaparecer en el cielo, la Señora le promete a Lucía que nunca la abandonará y que su Corazón Inmaculado será su refugio. Después de esta aparición, los padres llevan a los tres niños a casa del párroco para que le relaten las visiones; éste sugiere que podrían ser visiones del diablo. Las autoridades gubernativas cierran la iglesia de Fátima hasta que el párroco convenza a los feligreses que no hay ni ocurrirán visiones.
El día 13 del siguiente mes, julio, la Señora se aparece nuevamente para pedir la consagración de Rusia a su Inmaculado Corazón, por las persecuciones del comunismo; vaticina que si se hace lo que ella pide y Rusia se convierte, habrá paz en el mundo, pero si no ocurre, otra guerra “mucho peor” ocurrirá (Segunda Guerra Mundial) y morirá mucha más gente; esto es una las partes del Secreto de Fátima, aunque en la escena la Virgen no pide a los niños que lo guarden en secreto. El día de la cuarta aparición, 13 de agosto, el administrador provincial Arturo dos Santos (que no está relacionado con Lucía) secuestra a los niños para llevárselos a Ourém; les ofrece al principio sobornos y regalos, y después los amenaza de muerte si no cambian su historia y cuentan que han mentido a la gente, según él. Tratando de asustarlos, primero se lleva a Jacinta, y luego se lleva a Francisco a otra habitación. Los gritos aterrorizados de Jacinta convencen a Lucía de que sus primos están muertos, pero ella se niega a negar lo que ha visto. Advirtiéndole que está punto de experimentar “el tratamiento completo”, Arturo dos Santos la lleva con sus primos, que están vivos, y luego los encierra a los tres en la cárcel. Allí encuentran a Hugo, que estaba encerrado por orden del administrador, que los apoya mientras convencen a todos los presos de unirse a rezar el Rosario. Incapaz de encontrar alguna evidencia para procesarlos, Arturo dos Santos libera a los niños, quienes ven que toda la población de Fátima ha estado esperándoles afuera de la administración.
El 13 de octubre es la sexta y última aparición de la Señora, cuando prometió un milagro para que la gente viera y creyera; llegan a la Cova unas 40.000 personas esperando la aparición bajo un aguacero torrencial. La Señora aparece y anuncia que la guerra (Primera Guerra Mundial) terminará pronto, que los soldados volverán a sus hogares y que no teman porque Dios triunfará. Lucía le recuerda a la Señora que les prometió que les diría quién era, a lo que responde que es la “Señora del Rosario”. Tras comprobar las personas que no son capaces de ver a la Virgen, comienza a formarse un tumulto; Lucía se turba y recuerda también a la Virgen que prometió un milagro para que la gente los creyera. En ese momento, la Virgen se pone de perfil mirando hacia donde está el Sol tras las nubes y dirige su mano hacia él: las nubes se separan y la luz del Sol brilla intensamente sobre todas las personas, luego el Sol se mueve a través de un arco iris de colores y parece acercarse, en lo que muchos han descrito como el milagro del Sol. Muchas personas entran en pánico, algunas rezan o miran con calma, y algunas personas enfermas y discapacitadas se curan. Cuando el Sol vuelve a la normalidad, todos se dan cuenta de que sus ropas están secas, y luego vemos en medio de la multitud arrodillada, a Hugo de pie, quien se quita el sombrero mientras dice: “Sólo un tonto dice que no hay Dios”.
Un breve epílogo, alrededor de 1951, muestra la gran basílica del Santuario de Fátima donde alguna vez estuvo el árbol sobre el que se aparecía la Virgen (en la realidad se levanta sobre ese lugar la Capilla de las Apariciones), y un millón de personas afuera rindiendo homenaje a Nuestra Señora de Fátima. Al final de la película, dentro de la nueva basílica (donde una vez estuvo la Cova da Iria), Lucía ahora es una monja rezando ante la tumba donde están enterrados sus primos, con Hugo convertido a su lado.

## Reparto
- Susan Whitney como Lucía dos Santos.
- Sherry Jackson como Jacinta Marto.
- Sammy Ogg como Francisco Marto.
- Gilbert Roland como Hugo da Silva.
- Angela Clarke como María Rosa dos Santos, madre de Lucía.
- Jay Novello como António dos Santos, padre de Lucía.
- Frank Silvera como Arturo dos Santos.
- Richard Hale como Padre Ferreira.
- Norman Rice como Manuel Marto, padre de Jacinta y Francisco.
- Frances Morris como Olímpia Marto, madre de Jacinta y Francisco.
- Carl Milletaire como magistrado de distrito.
- J. Carroll Naish como narrador.
- Virginia Gibson como la Virgen María (sin acreditar)